# Eckerwald Memorial
L'Eckerwald Memorial (circa 15 km a sud-ovest di Balingen) commemora uno degli ultimi capitoli più sanguinosi della politica nazista durante la guerra. Nell'autunno del 1944, in tre mesi di lavoro, i prigionieri del campo di concentramento di Schörzingen costruirono su questo sito una fabbrica di olio di scisto.

## Descrizione
Il memoriale si trova fuori dal villaggio di Schörzingen, oggi distretto di Schömberg nello Zollernalbkreis nel Baden-Württemberg, ai piedi del Nordtrauf nel Giura Svevo.
L'impianto era uno dei dieci siti produttivi dell'Operazione Deserto della società Wüste, nome in codice di un complesso industriale costituito da campi di concentramento e impianti industriali, approntati dai nazisti verso la fine della guerra per estrarre il combustibile sempre più scarso dagli scisti bituminosi locali. In condizioni al limite della sopravvivenza, i prigionieri dovettero allestire vari impianti basati su sette sottocampi del campo di concentramento di Natzweiler-Struthof per scopi sperimentali e per la produzione di olio di scisto, dove avrebbero poi lavorato.
Per ricordare questi eventi, sul terreno del sito, in un trogolo scavato dai prigionieri, si erge una scultura in bronzo.
Questo memoriale fa parte della rete dei memoriali Gäu-Neckar-Alb e della rete dei memoriali di Natzweiler nell'ex complesso del campo di concentramento.